# 1033
Évszázadok: 10. század – 11. század – 12. század
Évtizedek: 980-as évek – 990-es évek – 1000-es évek – 1010-es évek – 1020-as évek – 1030-as évek – 1040-es évek – 1050-es évek – 1060-as évek – 1070-es évek – 1080-as évek
Évek: 1028 – 1029 – 1030 – 1031 –  1032 – 1033 – 1034 – 1035 – 1036 – 1037 – 1038

## Események
- február 2. – II. Konrád német-római császár Burgundia királya lesz.
- Béla herceg és  Richeza lengyel hercegnő házassága.

## Születések
- III. Donald skót király
- Canterburyi Szent Anzelm, Canterbury érseke, hittudós, "a skolasztikus filozófia atyja" († 1109).